# Episodi di Raven (terza stagione)
La terza stagione della sit-com Raven (That's so Raven) è stata trasmessa in prima visione negli Stati Uniti d'America dal 1º ottobre 2004 al 16 gennaio 2006 sul canale Disney Channel. In Italia è andata in onda in prima visione dal 10 marzo 2005 al 28 aprile 2006 sempre su Disney Channel.
Gli episodi sono stati trasmessi senza seguire necessariamente l'ordine cronologico interno (cioè il numero di produzione).
| nº | Titolo originale               | Titolo italiano                    | Prima TV USA      | Prima TV Italia   |
| -- | ------------------------------ | ---------------------------------- | ----------------- | ----------------- |
| 1  | Psychic Eye for the Sloppy Guy | Occhio veggente vede poco e niente | 1º ottobre 2004   | 10 marzo 2005     |
| 2  | Stark Raven Mad                | Fuori di testa                     | 22 ottobre 2004   | 17 marzo 2005     |
| 3  | Opportunity Shock              | Opportunità di shock               | 5 novembre 2004   | 24 marzo 2005     |
| 4  | Taken to the Cleaners          | La lista delle cose da fare        | 19 novembre 2004  | 31 marzo 2005     |
| 5  | Five Finger Discount           | Lo sconto delle cinque dita        | 3 dicembre 2004   | 7 aprile 2005     |
| 6  | Sweeps                         | Spazzacamini                       | 11 dicembre 2004  | 14 aprile 2005    |
| 7  | Double Vision                  | Coppia di veggenti                 | 17 dicembre 2004  | 21 aprile 2005    |
| 8  | Bend It Like Baxter            | Sii te stesso                      | 7 gennaio 2005    | 28 aprile 2005    |
| 9  | The Big Buzz                   | L'abito dell'anno                  | 28 gennaio 2005   | 5 maggio 2005     |
| 10 | True Colours                   | La storia dei neri                 | 4 febbraio 2005   | 12 maggio 2005    |
| 11 | Dog Day After-Groom            | Fiocco di neve                     | 11 febbraio 2005  | 19 maggio 2005    |
| 12 | The Royal Treatment            | Un trattamento reale               | 18 febbraio 2005  | 26 maggio 2005    |
| 13 | Art Breaker                    | Il becco dell'arte                 | 25 febbraio 2005  | 2 giugno 2005     |
| 14 | Boyz 'N Commontion             | I Boyz 'N Motion                   | 11 marzo 2005     | 23 giugno 2005    |
| 15 | Gettin' Outta Dodge            | Palla avvelenata                   | 8 aprile 2005     | 14 luglio 2005    |
| 16 | On Top of Old Oaky             | Salvate la vecchia quercia         | 22 aprile 2005    | 28 luglio 2005    |
| 17 | They Work Hard for His Honey   | Tanta fatica per il suo tesoro     | 29 aprile 2005    | 18 agosto 2005    |
| 18 | Mind Your Own Business         | Marketing che passione             | 13 maggio 2005    | 15 settembre 2005 |
| 19 | Hizzouse Party                 | Prendi la festa per le corna       | 6 giugno 2005     | 20 ottobre 2005   |
| 20 | Mismatch Maker                 | Montagne russe                     | 7 giugno 2005     | 17 novembre 2005  |
| 21 | Chef-Man and Raven             | Chef-Man e Raven                   | 8 giugno 2005     | 24 novembre 2005  |
| 22 | When in Dome                   | La biocupola                       | 9 giugno 2005     | 15 dicembre 2005  |
| 23 | Too Much Pressure              | Chi la fa l'aspetti                | 10 giugno 2005    | 19 gennaio 2006   |
| 24 | The Grill Next Door            | Il Grill della porta accanto       | 8 luglio 2005     | 2 febbraio 2006   |
| 25 | Extreme Cory                   | Cory all'estremo                   | 8 luglio 2005     | 26 gennaio 2006   |
| 26 | Point of No Return             | Shopping consapevole               | 23 luglio 2005    | 16 febbraio 2006  |
| 27 | Country Cousins: Part 1        | Cugini di campagna (prima parte)   | 29 luglio 2005    | 16 marzo 2006     |
| 28 | Country Cousins: Part 2        | Cugini di campagna (seconda parte) | 29 luglio 2005    | 16 marzo 2006     |
| 29 | Food for Tonight               | Cibo per la mente                  | 18 settembre 2005 | 23 marzo 2006     |
| 30 | Mr. Perfect                    | Mister Perfezione                  | 7 ottobre 2005    | 30 marzo 2006     |
| 31 | Goin' Hollywood                | Hollywood                          | 4 novembre 2005   | 6 aprile 2006     |
| 32 | Save the Last Dance            | L'ultimo ballo                     | 25 novembre 2005  | 13 aprile 2006    |
| 33 | Cake Fear                      | Tutto per una torta                | 16 dicembre 2005  | 20 aprile 2006    |
| 34 | Vision Impossible              | Visioni impossibili                | 6 gennaio 2006    | 27 aprile 2006    |
| 35 | The Four Aces                  | Il sogno si avvera                 | 16 gennaio 2006   | 28 aprile 2006    |

## Occhio veggente vede poco e niente
- Titolo originale: Psychic Eye for the Sloppy Guy
- Diretto da: Richard Correll
- Scritto da: Marc Warren

Raven si è messa in testa di voler effettuare un cambio di immagine a tutti, inclusi i suoi insegnanti. Tyler, un compagno di scuola, vuole una trasformazione, e Raven (insieme a Eddie e Chelsea) accetta di aiutarlo a patto che sia chiaro che sono solo amici (grazie a una visione ha scoperto che ha una cotta per lei), ma ben presto si pente delle sue parole dopo aver visto quanto è diventato attraente. Tyler inizia a uscire con Vicky, e si danno appuntamento con Eddie e Chantel a un nuovo ristorante marocchino. Raven e Chelsea si sostituiscono a due danzatrici del ventre e cercano di rovinare l'appuntamento, ma dopo che Vicky se ne va e Tyler la segue, Raven si sente tremendamente in colpa. Il giorno dopo Tyler, prima che Raven possa scusarsi, le mostra un flip-book con il ritratto di Vicky, con la quale ha fatto pace. Dopo che Raven se ne va intristita, Tyler apre un altro flip-book dove aveva disegnato Raven (il ritratto visto dalla ragazza nella visione) dicendosi dispiaciuto che le cose tra loro due non siano andate come avrebbe sperato.
Nel frattempo, Victor e Cory si iscrivono a un corso di giocoleria, ma Cory non è molto entusiasta a causa di vari corsi padre-figlio fatti in passato in cui il padre si è dimostrato molto più capace di lui. Ma stavolta le cose vanno molto diversamente.
- Guest star: Julian Jackson (Tyler Bailey), Nazanin Mandighomi (Vicky), Drew Sidora (Chantel)

## Fuori di testa
- Titolo originale: Stark Raven Mad
- Diretto da: Marc Warren
- Scritto da: Sarah Jane Cunningham e Suzie V. Freeman

Raven è al settimo cielo perché farà una ricerca di scienze (riprodurre con un modellino lo stomaco) insieme al bellissimo Jalen, capitano della squadra di football. Tuttavia, avrà una seccatura: Sierra, una bambina impertinente che si è appena trasferita vicino a casa sua e che vuole diventare a tutti i costi la sua migliore amica, imbarazzandola anche in presenza di Jalen. Raven e Jalen si danno appuntamento al museo per osservare una grande riproduzione dello stomaco. Raven ha una visione di Sierra, che effettivamente, dopo che Jalen si è allontanato un momento, fa capolino dall'interno dello stomaco attraverso un finestrino. Raven entra per aiutarla a uscirne, ma Sierra ne è appena uscita da sola anche se non le dice come; poco dopo inizia una dimostrazione di come funziona l'apparato digerente, e Raven ne subisce gli "effetti". Quando Raven finalmente esce, Jalen le dice che Sierra gli ha fatto sapere che è andata lì per salvarla, e si riconcilia con la bambina.
Nel frattempo, il progetto di scienze di Eddie e Chelsea prevede che osservino gli effetti che la mancanza di sonno ha sulle persone, quindi chiedono a Victor e Tonya di rimanere svegli con loro per le prossime due notti. Tuttavia, il gruppo ci mette poco a non poterne più.
- Guest star: Juliette Goglia (Sierra), Charles Duckworth (Jalen), Johari Johnson (Anita)

## Opportunità di shock
- Titolo originale: Opportunity Shocks
- Diretto da: Richard Correll
- Scritto da: Dava Savel

Presto Jones è un milionario e l'eroe di Cory, e sabato sera sarà niente meno che al Chill Grill: Cory e Raven (oltre a Victor) decidono di organizzare qualcosa per attirare la sua attenzione e diventare ricchi. Il primo vuole mostrargli uno spray ideato dalla nonna paterna che elimina le macchie sugli abiti in pochi istanti, nonostante abbia promesso al padre di non rivelare a nessuno questo segreto di famiglia. Invece Raven lavora a un vestito per una linea hip-hop, ma viene continuamente disturbata da Sierra e da una nuova seccatura, Stanley, che cerca di attirare le sue attenzioni. Raven ha una visione di Stanley al Chill Grill in cui se la prenderà con Jones, rovinandole la sua grande occasione. Eddie ferma in tempo Stanley, che però lo "sfida" a ballare e vince. A quel punto è Raven a sfidarlo, ma arriva Sierra che crede le abbia "rubato il fidanzato", così le strappa un cavo di fibre ottiche da una manica, il che manda il tilt il circuito facendo muovere Raven in modo tale che appaia come una vera ballerina di hip-hop. Cory pulisce una macchia che aveva provocato di proposito sulla giacca di Jones, ma ha potenziato eccessivamente lo spray e ora l'abito è rovinato. Successivamente Raven provvede a ricucire l'abito di Jones (che promette ai Baxter di riconsiderare le loro offerte), aggiungendovi il proprio nome con luci cucito sul retro.
- Guest star: Juliette Goglia (Sierra), Bobb'e J. Thompson (Stanley), James Avery (Presto Jones)

## La lista delle cose da fare
- Titolo originale: Taken to The Cleaners
- Diretto da: Richard Connell
- Scritto da: Dava Savel

Raven vorrebbe guardare la televisione con Eddie e Chelsea, ma deve fare i suoi compiti e quelli di Cory, visto che lui le ha promesso di tenerle lontano Stanley. Il professore di legge di Tonya va a casa dei Baxter per ritirare un compito (ennesima volta che ne perde uno e gli serve una copia), ma Raven (che non aveva ascoltato la madre quando gliene aveva parlato) rischia di combinare un pasticcio consegnandogli al suo posto un biglietto pieno di insulti. Raven ha una visione in cui il professor Benjamin non ha ancora letto la lettera e ha portato la giacca in lavanderia, così Tonya e la figlia corrono a recuperarla. Qui Raven si infila nella giacca per prendere la lettera, ma i comandi della cremagliera si rompono ed essa continua a girare. La commessa Rhonda (con la quale Raven aveva avuto uno screzio perché, per pigrizia, si era finta malata pur di farsi portare a casa gli abiti, dandole parecchi problemi) trova la lettera e la consegna al professore, appena tornato in negozio; Tonya cerca di scusarsi, ma lui le dice di aver trovato il lavoro originale e di non aver più bisogno di quella che lui crede essere una copia, così gliela restituisce senza aprirla, e Tonya la fa subito a pezzettini. Per rimediare con Rhonda, stavolta è Raven a portare a casa gli abiti in bicicletta.
Nel frattempo, oltre a Cory, anche Eddie, Chelsea e Victor devono tenere a bada Stanley, che li sottopone a una serie di sfide vincendo svariati oggetti, tra cui i videogiochi di Cory, le scarpe di Eddie e il trofeo di ping-pong di Victor. Allora Chelsea sfida Stanley a una partita di ping-pong, rivelandosi un'abile giocatrice e facendogli restituire tutto quello che aveva preso.
- Guest star: Macy Gray (Ronda), Bobb'e J. Thompson (Stanley), Jim Doughan (professor Benjamin)

## Lo sconto delle cinque dita
- Titolo originale: Five Finger Discount
- Diretto da: Richard Correll
- Scritto da: Dennis Rinsler

Tonya ha ripreso gli studi e Victor chiede un aiuto ai figli nelle faccende domestiche, così da alleviarla nella gestione della casa. Cory inizia a frequentare Daryl e il suo Gruppo di giusti, una combriccola poco raccomandabile che si dedica al taccheggio nei centri commerciali, che loro chiamano lo sconto delle cinque dita. Cory viene costretto da Daryl a rubare un oggetto di sua scelta per restare nel gruppo e il ragazzino obbedisce, prendendo un portachiavi a forma di scimmia. Quando Raven viene svegliata dalle urla di Cory (che ha avuto in incubo), si precipita nella camera del fratello per capire cosa sta succedendo, ma non le dice nulla. Il mattino seguente Cory è ancora visibilmente scosso, a maggior ragione quando Tonya è contenta perché all'esame ha risposto correttamente alla domanda su un caso di furto; rimasto solo con Raven, Cory, attanagliato dai rimorsi, confessa alla sorella che i suoi amici lo hanno spinto a rubare e torna immediatamente al centro commerciale per rimettere il portachiavi al suo posto. Non appena Cory esce, Raven ha una visione in cui il fratello viene sorpreso da una guardia, apparentemente mentre è intento a rubare qualcos'altro, così si precipita dunque al centro commerciale dove vede Cory rimettere semplicemente a posto il portachiavi, ma arrivano Daryl e i ragazzi che ricominciano a taccheggiare. Raven si traveste da guardia giurata per portare via Cory, ma arriva una guardia vera che vuole scoprire la verità. Alla fine risulta che Cory ha le tasche vuote, mentre Daryl e gli altri sono costretti a restituire tutto ciò di cui si sono indebitamente appropriati.
Nel frattempo, Raven, Eddie e Chelsea vincono un misterioso premio a un concorso. Tuttavia, tra un'incombenza e l'altra, Raven non riuscirà a goderselo, fino a quando Eddie e Chelsea non le comunicano che il premio si è rotto proprio quando toccava a lei tenerlo. Sebbene non sia mai stato dichiarato apertamente, da vari indizi sparsi nell'episodio sembrerebbe che tale premio sia un cane-robot.
- Guest star: Cody Linley (Daryl), Christopher Massey (Jeremy), Marilyn Sue Perry (Watson)

## Spazzacamini
- Titolo originale: Sweeps
- Diretto da: Sean McNamara
- Scritto da: Dennis Rinsler

Il quartiere organizza la recita annuale che sarà incentrata sulla storia di un gruppo di poveri spazzacamini, diretto da Tonya e scritto da Chelsea, mentre a Raven viene affidato il compito di produrre spettacolo. Raven però ha una visione in cui il pubblico fischia e, credendo di impedirlo, inizia a gestire le cose con un modo di fare imperioso e arrogante, avendo poi una visione del pubblico che applaude convincendosi che sia merito suo, ma finendo per far andare via tutti, perfino i suoi genitori. Dato che non vuole rompere una tradizione che la comunità porta avanti da ben 37 anni, Raven si sente costretta a mandare in scena lo spettacolo completamente da sola, e come prevedibile risulta un fiasco. Raven si scusa, i membri del cast la perdonano (Tonya spiega alla figlia che non deve farsi ossessionare dalle sue visioni, e lasciare che talvolta le cose vadano come devono andare) e fanno ripartire la recita, stavolta mettendola in scena così com'era prevista fin dall'inizio, e il pubblico applaude soddisfatto.
- Guest star: Frankie Ryan Manriquez (William), Rance Howard (Murph), Laivan Greene (spazzacamino), Ben Ratskoff (spazzacamino)

## Coppia di veggenti
- Titolo originale: Double Vision
- Diretto da: T'Keyah Crystal Keymáh
- Scritto da: Sarah Jane Cunningham e Suzie V. Freeman

A Chelsea piace Ben, un ragazzo che segue il suo corso di storia, ma Raven ha una visione in cui lei stessa lo bacia. Fa del suo meglio per stargli lontano, ma quando scopre che anche lui è un sensitivo (anche se non l'ha mai detto a nessuno, neppure alla sua famiglia) diventano amici e si abbracciano; Chelsea li vede e, fraintendendo la situazione, se ne va arrabbiata. Ben e Raven si sono resi conto che quando si sono abbracciati entrambi hanno avuto la stessa visione, ossia di Rayne Bow, la cantante folk invitata da Chelsea per il concerto organizzato dal club dei vegetariani, dire che non ci sarà nessun concerto perché «tutto questo è un disastro assoluto». In effetti la cantante è in ritardo perché è rinchiusa con Eddie in uno stanzino dove voleva prepararsi meditando. Ben spiega a Chelsea che lei gli piace, che anche lui è un sensitivo e che stava abbracciando Raven solo perché gli aveva promesso di non dire a nessuno che anche lui lo è, ed è stato proprio durante l'abbraccio che hanno avuto la stessa visione su Rayne Bow. Per avere una visione più chiara si abbracciano nuovamente, ma ancora non basta perché è sfocata e non capiscono dove si trovano: l'unica cosa che rimane da fare è baciarsi. Chelsea accetta la cosa, ma bacia Ben per prima. Mentre Chelsea e Ben cercano Eddie e Rayne Bow nei vari stanzini, Raven cerca di prendere tempo con il club dei vegetariani fingendosi una cantante di nome Sunshine come artista d'apertura di Rayne Bow, che poco dopo raggiunge il palco e dà inizio al suo concerto.
Nel frattempo, Cory inizia a frequentare Cindy, ma il problema è che, secondo Cindy, per renderlo ufficiale deve baciarla. Questo mette Cory a disagio perché non si sente ancora pronto, considerando che sarebbe il suo primo bacio, perciò rifiuta. Anche Cindy ammette di essere molto nervosa perché non ha mai baciato un ragazzo, e che voleva farlo perché secondo sua sorella maggiore solo così si può dire di essere fidanzati. Nonostante ciò, prima di fare i compiti si danno comunque un rapido bacio a stampo.
- Guest star: Travis Van Winkle (Ben), Caitlin Crosby (Rayne Bow), Jordyn Colemon (Cindy), Joelle Barchan (ragazza)

## Sii te stesso
- Titolo originale: Bend It Like Baxter
- Diretto da: Sean McNamara
- Scritto da: Jason M. Palmer, Michael Poryes e Susan Sherman

Raven vuole uscire con Eric, ma lui esce solo con le atlete. Quando però la scambia per Natasha, la stella russa della squadra di ginnastica della scuola, che in effetti un po' le somiglia, decide di conoscerla meglio. Eddie avverte Raven dell'errore di Eric, ma lei è felice così e spera di conquistarlo lo stesso, anche se in diversi momenti è tentata di dirgli la verità. Quando viene il giorno di un torneo di ginnastica disputato tra la Bayside e la Jefferson, Raven pensa di dire a Eric di avere una crisi di nervi e che non potrà esibirsi se anche lui sarà presente alla gara, facendo sì che osservi l'esibizione dalla finestra credendo che Natasha sia Raven. Il suo piano va in fumo quando la vera Natasha si sloga una caviglia, Eric dice a Raven (ancora convinto che sia lei l'atleta) che non è necessario fingere di farsi male se è tesa e la bacia, così Raven è praticamente obbligata a sostituire Natasha nell'esercizio a corpo libero. Ovviamente, non essendo una ginnasta, Raven prende tempo come può ma combina un casino; nel mentre la vera Natasha, con le stampelle, si siede proprio accanto a Eric. Raven "ottiene" due zeri e un punto interrogativo, dopodiché chiede scusa a Eric per avergli mentito e a Natasha per aver fatto finta di essere lei.
Intanto, Cory cerca di impressionare Cindy, una compagna di classe alla quale piacciono i ragazzi con gli occhiali, perciò finge di doverne indossare un paio che trova nella cesta degli oggetti smarriti. Il paio preso, però, non è adatto a lui e lo fa diventare praticamente cieco, creando alcune situazioni imbarazzanti in classe.
- Guest star: Mary Jo Catlett (signora Applebaum), Natascha Hopkins (Natasha Bubinski), Jordyn Colemon (Cindy), Chancellor Miller (Jerry), Jaylen Moore (Eric)
- Note: anche se Cindy viene presentata formalmente in questo episodio, appare per la prima volta in Coppia di veggenti, a causa del fatto che gli episodi sono stati trasmessi in un ordine di produzione misto.

## L'abito dell'anno
- Titolo originale: The Big Buzz
- Diretto da: Eric Dean Seaton
- Scritto da: Marc Warren

Raven sta vivendo un forte stress emotivo perché arriva sempre seconda al premio della scuola per l'Abito dell'Anno, e decide di chiedere aiuto alla signorina Romano, la psicologa della scuola, la quale dice a Raven che non deve darsi per vinta. La signorina Romano confida a Raven che anche lei è delusa sotto vari aspetti, tra cui il fatto che ami coltivare le zucchine ma che non sia mai riuscita a vincere il primo premio alla fiera della contea, e nonostante ciò continua a provarci; inoltre, accetta di farsi aiutare a migliorare il suo look se Raven seguirà il suo consiglio. Raven si dispera quando scopre che la nuova studentessa della scuola è Jordache, la figlia di un famosissimo stilista di moda, prevendendo una sicura sconfitta, e ne parla con la signorina Romano, che però è molto presa da se stessa dopo aver migliorato il proprio aspetto; Raven ha una visione di Chelsea che dice che adorano il suo vestito e ha un rinnovato entusiasmo. La señorita Rodriguez, prima di annunciare i finalisti per i vari premi del concorso Il meglio di Bayside, presenta agli studenti la signorina Romano, chiamata a consolare chi perderà. Le finaliste per il premio dell'Abito dell'Anno sono Jordache e Raven, che ha realizzato un abito la cui gonna è interamente decorata con i fiori colti nel giardino della madre; sfortunatamente, uno sciame di api sfuggito al club di apicoltura per una sbadataggine di Eddie si riversa proprio su Raven (infatti era a questo che Chelsea si riferiva nella visione), che riesce a sfuggirgli solo gettandosi nella piscina. La señorita Rodriguez fa applaudire gli studenti per decretare la vincitrice dell'Abito dell'Anno e Raven sembra finalmente vincere, ma quando l'insegnante scaccia via un'ape dalla testa della signorina Romano gli studenti applaudono ancora di più, così inaspettatamente il premio va a lei. Qualche tempo dopo Raven e Chelsea vedono alla televisione la signorina Romano vincere il primo premio anche alla fiera della contea.
Intanto Tonya trova nel portapane un regalo del marito, che Victor le ha comprato perché non sapeva a cosa la moglie si riferisse quando parlava della «giornata speciale di sabato», e lei spiega a Cory che si riferiva al fatto che quel giorno devono lucidare i pavimenti; anche lei, pensando di aver dimenticato qualcosa, compra un regalo per Victor. Quando arriva sabato, Victor e Tonya ammettono che c'è stato un malinteso e scoprono che il figlio non solo riceve da tempo una doppia paghetta, all'insaputa l'uno dell'altro, ma che in questa occasione ha ricevuto perfino un "aumento" per ottenere informazioni. Per questo Cory viene messo in punizione per un intero mese.
- Special guest star: Susan Lucci (signorina Charlotte Romano)
- Guest star: Rose Abdoo (señorita Rodriguez), Jessica Karen Szohr (Jordache Hilltopper)

## La storia dei neri
- Titolo originale: True Colors
- Diretto da: Christopher B. Pearman
- Scritto da: Michael Carrington

Raven e Chelsea sostengono un colloquio per lavorare come commesse nel negozio Sassy's. La proprietaria Chloe le sottopone ad alcune prove, dove Raven dimostra tutte le sue capacità nell'abbinare i vestiti e maneggiare la merce, mentre Chelsea è parecchio in difficoltà e non sufficientemente portata per la moda. Raven è convinta di aver ottenuto il posto, ma inspiegabilmente Chloe comunica a Chelsea che ha scelto lei. Raven è sconvolta nello scoprire, con una visione, che Chloe non l'ha scelta perché è nera. La ragazza è parecchio abbattuta, ma i suoi genitori la spingono a lottare per non buttare via decenni di lotte sociali. Raven si mette in contatto con una famosa giornalista nera che sposa la sua causa, e insieme organizzano una messinscena per smascherare pubblicamente la razzista Chloe: Raven si traveste da uomo per impersonare il general manager di Sassy's e chiedere a Chloe come mai non ci sono commesse nere. La proprietaria non si sbilancia, ma alla fine è Chelsea che riesce a farla confessare registrandola attraverso una telecamera nascosta nel cappello. Chloe viene licenziata e l'azienda si scusa pubblicamente per l'episodio discriminatorio.
Intanto, Cory deve scrivere una tesina in occorrenza del mese della storia dei neri, ma non riesce a trovare l'ispirazione. Mentre si appisola sul foglio, Cory sogna i suoi cari nei panni di alcuni personaggi storici (Victor come Frederick Douglass, Tonya come Bessie Coleman e Eddie come Scott Joplin) che, giunti in salotto, gli parlano di alcuni tra i più noti neri che hanno fatto la storia. Alla fine Cory decide di scrivere la tesina su Sam Jackson, inventore del gelato moderno.
- Guest star: Devika Parikh (Yolanda Jenkins), Devon Odessa (Chloe Hunter)

## Fiocco di neve
- Titolo originale: Dog Day After-Groom
- Diretto da: Casey Lynn De Stefano
- Scritto da: Theresa Akana e Stacee Comage

Chelsea lavora come dog-sitter per Fiocco di Neve, una cagnolina bichon à poil frisé che deve partecipare a un concorso di bellezza. Raven e Eddie sono a corto di soldi e decidono di farsi assumere anche loro alla toelettatura per cani, e le cose inizialmente sembrano andare pure bene, ma combinano un disastro quando una fascia da polso di Raven cade nella vasca di Fiocco di Neve, che si colora di rosa. I tre si affrettano quindi a risolvere il problema prima che inizi la mostra canina quella stessa sera, ma come unica soluzione trovano vestire Fiocco di Neve con un piccolo maglioncino bianco lavorato a maglia da Victor, e che Raven ha visto in una visione. L'inganno viene scoperto quando un giudice esamina la cagnolina per verificare gli standard di razza e trova la cerniera lampo. Raven e Eddie chiedono a Claire, la padrona di Fiocco di Neve, di non licenziare Chelsea, che aveva garantito per loro, siccome non ha alcuna colpa. Chelsea è la migliore dog-sitter che abbiano mai avuto, quindi Claire la vuole ancora alla toelettatura, ma gli altri due sono subito licenziati.
Intanto Victor, appassionatosi al lavoro a maglia, entra a far parte di un circolo dedicato. Cory, notando quanto siano apprezzate le loro creazioni, ne approfitta per tirare su un business e guadagnare soldi, dicendo loro però che quei lavori andranno a gente bisognosa. Quando Cory si lascia scappare che la gente paga per avere le loro creazioni, le signore del club si "vendicano" cucendogli addosso un grande gomitolo di lana multicolore.
- Guest star: Kathie Lee Gifford (Claire), Suzanne Krull (giudice), Helen Slayton-Hughes (Mildred), Cassidy Gifford (Jamie)
- Nota: il club di lavoro a maglia è lo stesso presente nell'episodio della seconda stagione La mia grossa grassa festa all'italiana.

## Un trattamento reale
- Titolo originale: The Royal Treatment
- Diretto da: Christopher B. Pearman
- Scritto da: Sarah Jane Cunningham e Suzie V. Freeman

Raven fa amicizia con Tendajii, uno studente africano ospite della scuola per un programma di scambio, ma nessuno sa che il ragazzo è in realtà il principe di una nazione chiamata Shakobi. Tendaji fa a Raven tre doni (una piuma, una conchiglia e uno splendido abito da sera) che lei accetta ma di cui non comprende il reale significato: nel paese di Tendaji, accettare tutti quei doni uno dopo l'altro equivale ad accettare una proposta di matrimonio. Tonya dice alla figlia di restituire l'abito perché potrebbe mandargli il messaggio sbagliato; tuttavia, Raven lo indossa lo stesso e va a quella che crede essere una festa dell'ambasciata di Shakobi (e che aveva visto in una visione, scoprendo che Tendaji è un principe). Tonya scopre con sgomento che la figlia ha inavvertitamente accettato una proposta di matrimonio, così Eddie e Chelsea si precipitano sotto copertura come danzatori per interrompere la cerimonia e avvertire l'amica. Dopo alcune piccole disavventure, Raven spiega a Tendaji che non può sposarlo perché è troppo giovane e non conosceva il significato dei suoi doni. Tendaji accetta di buon grado la sua decisione e le spiega che al suo paese credono al «matrimonio a prima vista». Raven gli restituisce tutti i doni, ma decide di tenere per qualche tempo la sua portantina sorretta da quattro uomini.
Nel frattempo il topo domestico di Cory, Lionel, vince un concorso della rivista Topo Fashion per il topo più fotogenico, e diventa il soggetto di Aldo, un eccentrico fotografo. Topo Fashion vuole stipulare un contratto in esclusiva con Lionel, ma ciò comporterebbe un tour di due anni in giro per il mondo. Cory, ricordando i tanti momenti passati insieme a Lionel, non se la sente di separarsene e annulla l'accordo.
- Guest star: Reginald VelJohnson (ambasciatore Dikembe), Jim Wise (Aldo), Dempsey Pappion (Tendaji)

## Il becco dell'arte
- Titolo originale: Art Breaker
- Diretto da: Gregory Hobson
- Scritto da: Josh Lynn e Danny Warren

La professoressa di arte, la signora Petuto, si innamora del progetto di Chelsea e vuole che prepari una scultura per l'imminente mostra d'arte studentesca. Chelsea chiede a Raven di essere la sua musa ispiratrice, e plasma una statua di argilla a grandezza naturale. Alla ragazza però non piace per un dettaglio: l'amica l'ha ritratta con becco e piume. Raven pensa che Chelsea la stia prendendo in giro, spezzandole il cuore, e quando mostra la scultura a Eddie la rompe accidentalmente, proprio come nella sua visione. Raven si sente dunque obbligata a sostituirsi letteralmente alla statua cercando di rimanere immobile, ma nel prepararsi non ha avuto tempo di mangiare, così Eddie le dà un tortino piccante; inizia a sudare, a un certo punto non resiste più e si fionda sul buffet per bere da una ciotola. Raven e Chelsea fanno pace, con la prima che dichiara che è stato un bellissimo modo di ritrarla perché l'ha fatto lei, la sua migliore amica, mentre la seconda afferma che nessuno ha mai fatto tanto per lei.
Nel frattempo, la scuola di Cory interrompe la vendita di bibite zuccherate in favore di una dieta più sana, e Victor e Tonya decidono di seguire l'esempio. Cory e William, però, trovano un nuovo modo di intascare denaro: vedere ai compagni di scuola la soda confezionandola dentro cartoncini di latte. Victor e Tonya scoprono l'imbroglio, ma convengono che bandire lo zucchero non sia stata un'idea di successo, considerato che anche Tonya ha sgarrato mangiando di nascosto la cioccolata. Pur non eliminando alimenti, cercheranno comunque di mangiare meglio.
- Special guest star: Cyndi Lauper (signora Petuto)
- Guest star: Frankie Ryan Manriquez (William), Stuart Fratkin (Arthur), Sean Michael (Anthony)

## I Boyz 'N Motion
- Titolo originale: Boyz 'N Commotion
- Diretto da: Debbie Allen
- Scritto da: Theresa Akana e Stacee Comage

Un famoso gruppo musicale, i Boyz 'N Motion, è a San Francisco per girare un video e sta arrivando al Chill Grill per consumare un pasto in santa pace. Tuttavia, Raven non riesce a tenere il segreto a scuola e quanto prima si ritroverà a dover "salvare" i membri del gruppo mentre vengono assaliti dalle fan impazzite; ne approfitta per offrirgli ospitalità a casa sua, e in cambio loro le promettono un qualsiasi favore. A scuola Raven inizia a vantarsi e (dopo che Alana è stata mandata alla scuola militare a causa del suo comportamento) conosce Bianca (che invece frequentava la scuola militare, ma da dove è stata cacciata proprio il pessimo comportamento), il nuovo "capo" di Muffy e Loca, la quale crede che Raven stia mentendo. La ragazza organizza perciò un'esibizione dei Boyz per il festival musicale della scuola, senza però averlo chiesto prima a loro; ha però una visione dove gli studenti si arrabbiano con lei. A casa di Raven i Boyz si rilassano fin troppo, diventando pigri e scortesi, e quando lei gli chiede di cantare almeno una canzone al festival scolastico, rispondono di no perché vogliono lasciare il mondo dello spettacolo. Raven non trova altra soluzione che travestirsi da Boyz insieme a Eddie e Chelsea, e usare una macchina per il fumo per non farsi riconoscere; Bianca, sospettosa, accende un ventilatore e li smaschera. La visione di Raven si avvera ma un attimo dopo i Boyz, dopo essere stati rimproverati duramente da Tonya per il comportamento assunto e per aver rimangiato la promessa fatta alla figlia, si presentano al festival e cantano il loro cavallo di battaglia mandando in visibilio gli studenti, esibendosi con Ravem, Eddie e Chelsea.
Intanto, Cory e William approfittano della permanenza dei Boyz per vendere online gli oggetti toccati o appartenuti a loro, arrivando perfino a tagliare una ciocca di capelli. Victor e Tonya, accorgendosi delle insolite entrate del figlio, si pentono di non averci pensato per primi e si precipitano a recuperare gli ultimi oggetti toccati dai Boyz, mentre Cory continua allegramente a contare i soldi.
- Guest star: Frankie Ryan Manriquez (William), Erica Rivera (Bianca), Ashley Drane (Muffy), Andrea Edwards (Loca), Michael Copon (Ricky), Ryan Hansen (JJ), Columbus Short (Trey)

## Palla avvelenata
- Titolo originale: Gettin' Outta Dodge
- Diretto da: Richard Correll
- Scritto da: Edward C. Evans

Durante una partita di dodgeball Raven colpisce la bulla della scuola, Bianca, e questa subisce un cambio di personalità. Le sue due scagnozze, Muffy e Loca, sono confuse dal suo attuale comportamento e decidono di nominare come loro nuovo "capo" proprio Raven. Da questo momento, però, gli altri studenti cominciano a evitare Raven, intimiditi da Muffy e Loca, e la ragazza pensa a come far sì che Bianca torni quella che era. Muffy e Loca fraintendono un discorso di Raven e credono di doversi "liberare" di Chelsea. Raven ha una visione di loro due pronte a colpire Chelsea con le palle da dodgeball, ma la porta della palestra è stata bloccata, perciò passa dalle scale di servizio e si cala dalla fune su cui sperava di non doversi esercitare. Chiarito l'equivoco, Raven perde la presa e cade proprio addosso a Bianca, che ritorna cattiva.
Nel frattempo Larry, un amico di Cory, si appassiona alla cucina e inizia a passare più tempo con Victor che con Cory stesso, ma dopo un po' diventa invadente. Quando Larry vede Cory e sua madre Barbara fare sport in salotto si mostra geloso, ma è sua madre a dirgli che Cory si è sentito messo da parte per tutta la settimana. I due tornano amici come prima.
- Guest star: Erica Rivera (Bianca), David Henrie (Larry), Ashley Drane (Muffy), Andrea Edwards (Loca), Julie Lancaster (Barbara)

## Salvate la vecchia quercia
- Titolo originale: On Top of Old Oaky
- Diretto da: John Tracy
- Scritto da: Michael Feldman

Chelsea è delusa perché nessuno studente si interessa alla sua campagna contro l'abbattimento della quercia secolare della scuola. L'unico ad interessarsene è Jake, un nuovo studente, ma Raven scopre che ha secondi fini quando, dopo che lui ha affermato di essere vegetariano come Chelsea, ha una visione in cui Jake si ingozza di carne. Raven e Eddie scoprono che quella stessa sera Jake sarà presente a una festa di beneficenza al Chill Grill dove saranno servite delle succulente costolette condite con salsa barbecue. Intanto la petizione di Chelsea viene respinta, e quando Raven e Eddie la avvertono che Jake (che hanno visto uscire dal ristorante poco prima) le ha mentito, lei non ci crede e ribatte che a loro non importa né della vecchia quercia né del suo ragazzo, e che a questo punto pensa che a loro non importi nemmeno di lei. Durante una lezione della señorita Rodriguez, Raven scopre che Chelsea si è arrampicata sulla quercia, convinta che presto Jake (assentatosi in infermeria per qualcosa che ha mangiato) salirà da lei. Quella sera, al Chill Grill, Raven e Eddie vedono Jake divorare un piatto di costolette; Eddie gli domanda perché non è salito sulla quercia con Chelsea, e Jake risponde che «se vuoi una ragazza devi dirle quello che vuole sentirsi dire», e prima che Jake se ne vada Eddie gli spruzza sulla maglietta la salsa barbecue. Raven e Eddie raggiungono Chelsea (che ha compreso come stanno le cose) e fanno pace; la vecchia quercia viene comunque abbattuta, i tre ne inscenano una sorta di "elogio funebre" e al suo posto ne piantano una nuova.
Nel frattempo, Cory fonda con Larry e William una band per la serata di beneficenza al Chill Grill, e cercano una cantante. Cory si innamora a prima vista di Francesca, una ragazza molto bella che però ha una voce orribile (anche se non se ne rende conto perché ha la mente annebbiata dalla cotta), e decide di selezionare lei. Dopo che Francesca se ne va, Larry fa ascolta a Cory una registrazione di Francesca e lui capisce di aver fatto uno sbaglio. Pochi minuti prima dell'esibizione, Francesca confessa a Cory di avere l'ansia da palcoscenico e di non volersi esibire, ma la band trova una soluzione: Francesca starà sul palco col microfono spento, mentre a cantare realmente sarà Tonya, che per gioco aveva fatto un provino rivelandosi una brava cantante.
- Guest star: Ricky Ullman (Jake), Rose Abdoo (señorita Rodriguez), Frankie Ryan Manriquez (William), David Henrie (Larry), Ashley Rose (Francesca), Christina Leanne Cox (Theresa)

## Tanta fatica per il suo tesoro
- Titolo originale: They Work Hard for His Honey
- Diretto da: Eric Dean Seaton
- Scritto da: Edward C. Evans

La signora DePaulo incarica Raven, Eddie e Chelsea di occuparsi del chiosco scolastico. Le cose iniziano nel modo giusto, finché Eddie assume la sua fidanzata Chantel, e Raven e Chelsea finiscono per sobbarcarsi di tutto il lavoro. A peggiorare le cose c'è il fatto che per compiacere i costosi capricci di Chantel, Eddie chiede prestiti alle sue amiche, ma un giorno loro rifiutano. Raven ha una visione in cui apparentemente Eddie sta rubando dalla cassaforte del chiosco, e successivamente l'amico restituisce a lei e Chelsea i soldi senza rivelare come li ha ottenuti; le due controllano la cassaforte e non manca niente, anzi, in più trovano un anello che Eddie intende regalare a Chantel per il suo compleanno. Raven prova l'anello ma non riesce a sfilarlo, così si fa aiutare da Chelsea ma l'anello finisce nella gelatiera. Raven si infila nella gelatiera per tentare di recuperarlo, e un attimo dopo arriva Eddie per cercarlo nella cassaforte, non trovandolo; Eddie spiega di aver comprato l'anello grazie ai soldi ricavati dalla vendita della sua personale collezione di CD, e Raven gli spiega cosa è appena successo. I tre attivano la gelatiera nella speranza che l'anello finisca su un cono, ma a causa di una valvola manomessa accidentalmente da Raven la gelatiera "impazzisce", ed è Chantel a spegnere il macchinario. Fortunatamente l'anello viene ritrovato, ma vengono tutti licenziati dopo che la signora DePaulo vede il disastro che hanno combinato. Eddie e Chantel aiutano Raven e Chelsea a ripulire il chiosco, scusandosi per essere stati poco collaborativi; Chantel dice a Eddie che lui le piace non perché la porta nei posti eleganti, ma perché è il suo «tesoruccio».
Intanto, Cory prende una sbandata per la nuova e attraente tutor, la signorina Bonita. Per passarci del tempo insieme finge di essere «scemo» e di avere bisogno di ripetizioni di matematica, che in realtà è la materia in cui eccelle. Victor è piuttosto perplesso, così ne parla con la signora Applebaum, e dopo aver visto la tutor capisce come stanno le cose. Quando Cory scopre che suo padre ha fatto venire la signora Applebaum al posto della tutor, interrompe la pantomima.
- Guest star: Drew Sidora (Chantel), Mary Jo Catlett (signora Applebaum), Claudia Jordan (signorina Bonita), Amy Hill (signora DePaulo)

## Marketing che passione
- Titolo originale: Mind Your Own Business
- Diretto da: Eric Dean Seaton
- Scritto da: Dennis Rinsler

Raven, Chelsea ed Eddie, non hanno mai prestato molta attenzione al club di marketing della scuola, ma quando scoprono che il premio per la migliore idea è una sessione di compere gratis al centro commerciale, decidono di partecipare e vincono con un deodorante per armadietti. La señorita Rodriguez decide però di metterli uno contro l'altro, e lo spirito di competizione rischia di prevalere sulla loro amicizia. Chelsea vende cappelli che "stimolano" il pensiero, Eddie vende magliette con stampato il viso di chi le acquista, mentre Raven vende pop-corn. La stampante di Eddie viene manomessa, mentre nei capelli di Chelsea viene inserita polvere urticante, e sospettano subito di Raven; mentre quest'ultima va dai suoi amici per vedere a che punto stanno, il vero colpevole sabota anche la macchina dei pop-corn. I tre amici risolvono il problema, fanno pace e scoprono che il sabotatore è Reg, membro della squadra sconfitta, che non riusciva ad accettare di aver perso. La señorita Rodriguez punisce Reg obbligandolo a ripulire il disastro combinato, poi dice che siccome molti commercianti del centro commerciale hanno rifiutato la proposta perché lei ha preso troppi campioncini omaggio, l'unica cosa che è riuscita a ottenere per loro è un buono da spendere in uno dei negozi più famosi del centro, Popcorn Town.
Intanto, Cory installa in camera sua una vasca idromassaggio. Victor gli chiede di smontarla o usarla dopo aver fatto i compiti, ma poi inizia a usarla anche lui e non riesce più a farne a meno. Allora decidono di comune accordo di trasferirla nel giardino dietro casa.
- Guest star: Rose Abdoo (señorita Rodriguez), Amy Correa (Ambrosia), Alex Weed (Reg), Braden Williams (Troy)

## Prendi la festa per le corna
- Titolo originale: Hizzouse Party
- Diretto da: Rich Correll
- Scritto da: Michael Carrington

Nel fine settimana Victor e Tonya devono partecipare al matrimonio di una cugina dei figli, e lasciano a Raven la responsabilità del fratello. Cory vuole organizzare una festa ma Raven, che ha avuto una visione dove il fratello sembra spaventato da lei, non è d'accordo e glielo dice chiaramente. Tuttavia Cory non si dà per vinto, così fa rompere accidentalmente alla sorella una lampada antica e costosa (regalo di nozze della madre da parte della nonna) in modo da avere una scusa per fare la festa e racimolare la somma necessaria per ricomprarla. La festa finisce rapidamente fuori controllo. Raven riesce a sgombrare la cucina prima che arrivi il reverendo Mattson le consegni una lettera di referenze per un corso avanzato per disegnatori di moda; tuttavia, dopo essere tornato a casa per recuperare i suoi occhiali, il reverendo vede la festa e riprende il foglio di Raven, glielo restituisce dopo che Cory confessa che è stata tutta colpa sua e di aver organizzato la festa dopo aver fatto rompere accidentalmente alla sorella quella che, in realtà, è un'imitazione a buon mercato della lampada, pensando di guadagnare soldi solo per se stesso. Raven ringrazia il fratello per averla difesa e gli dà un bacio, realizzando la visione.
Tornati a casa, Victor viene a sapere da Cory ciò che è successo, e punisce i figli per aver organizzato una festa alle loro spalle facendogli lavare i piatti per diverse settimane. Intanto Tonya si diverte a cavalcare il toro meccanico.
- Guest star: Rif Hutton (reverendo Mattson), Louis Martin Braga III (Andy)

## Montagne russe
- Titolo originale: Mismatch Maker
- Diretto da: Fred Savage
- Scritto da: Edward C. Evans

Eddie e Chantel si lasciano per l'ennesima volta e lui dice a Raven che si è stancato di questa situazione altalenante. Allora Raven (che ha avuto una visione su un loro ennesimo apparente riavvicinamento) decide che si devono lasciare una volta per tutte e, dato che Eddie ha bisogno di un'accompagnatrice per una cena in onore della squadra di basket, si traveste da una sua ipotetica cugina per non farlo andare da solo; invece Chantel si presenta alla festa con Tyrone. Chantel, che si è fatta accompagnare da Tyrone solo per far ingelosire Eddie, smaschera Raven dopo averle dato una fiancata facendola finire addosso a un dolce sul tavolo e facendola cadere a terra. Eddie ringrazia Raven e Chelsea per aver cercato a loro modo di fargli passare una bella serata, ma poi si rimette con Chantel.
Nel frattempo, Cory si ingegna per trovare il proprietario di un cane che lo ha seguito a casa, anche se poi ci si affeziona. Presto però il cane viene ritrovato dal suo proprietario, Chauncy, che assomiglia come una goccia d'acqua a Cory, motivo per cui il cane lo aveva seguito fino a casa. Cory partecipa a una festa di Chauncy, e finisce per essere nuovamente seguito da uno dei suoi animali, stavolta da un lama.
- Guest star: Drew Sidora (Chantel), Kyle Massey (Chauncy)

## Chef-Man e Raven
- Titolo originale: Chef-Man and Raven
- Diretto da: Richard Correll
- Scritto da: Sarah Watson e Lanny Horn

Leonard Stevenson, ex rivale di Victor ai tempi della scuola, è adesso è un cuoco di successo e lo sfida a una gara di cucina. Raven e Cory non stanno nella pelle e si chiedono se il loro papà possa battere il famoso chef della televisione, che a suo tempo lo aveva umiliato con un piatto di sgombro ripieno, facendogli fare un lungo salto in padella, mentre gareggiavano per il titolo di migliore chef di tutta la classe all'ultimo anno. Raven ha una visione in cui scopre che il piatto da cucinare sarà proprio lo sgombro ripieno; Victor è riluttante a partecipare allo show televisivo, ma Raven lo convince a provare. Durante la competizione Julie, figlia e assistente di Leonard, viene colpita accidentalmente con un pomodorino da Raven, e si vendica lanciando nella padella di Victor alcuni funghi; Raven, che ne è allergica, si gonfia (in precedenza aveva avuto una visione dove il padre era allarmato), ma nonostante ciò sono i Baxter a vincere la competizione.
Nel frattempo, Tonya compra a Cory una nuova scrivania ma hanno problemi a spostarla nella sua stanza. Durante il trasloco, i pantaloni larghi che Cory insiste a tenere a vita bassa cadono, rivelando la sua biancheria intima e rendendolo incapace di camminare. Alla fine risolvono l'impasse gettando la scrivania oltre le scale.
- Guest star: James McCauley (Leonard Stevenson), Kelli McCarty (Lorraine), Shelley Buckner (Julie Stevenson)

## La biocupola
- Titolo originale: When in Dome
- Diretto da: Marc Warren
- Scritto da: Sarah Jane Cunningham e Suzie V. Freeman

Chelsea riceve la visita di una vecchia amica di nome Jennifer con la quale una volta è andata in un campeggio vegetariano. Jennifer vuole far credere a Raven che lei è la seconda scelta, e cerca di mettersi in mostra davanti a Chelsea. Raven ci rimane male quando ha una visione in cui Jennifer dichiara che lei e Chelsea sono migliori amiche. Per cercare di salvare la sua amicizia con Chelsea, Raven si unisce a lei e Jennifer in una biocupola, ma combina un pasticcio quando si spruzza sui capelli uno spray, le cui sostanze chimiche alterano l'equilibrio della natura, cosicché la biocupola viene chiusa e loro tre rimangono bloccate al suo interno. Raven e Jennifer iniziano a discutere, così Chelsea le manda in due punti diversi affinché ritrovino la calma; mentre Raven fruga nella propria borsa, una grande pianta carnivora dietro di lei la intrappola con le sue viti; poco dopo arrivano Chelsea e Jennifer, e Raven spiega che è venuta con loro perché temeva di perdere la sua migliore amica, al che Jennifer dice che anche lei era gelosa. Chelsea spiega che vuole bene a entrambe, e che le dispiace vederle litigare. La pianta carnivora lascia Raven, e la biocupola, avendo restaurato il proprio equilibrio chimico, si riapre; prima di andarsene, si scattano un selfie tutte assieme.
Intanto, Cory teme che Cindy voglia lasciarlo, e Eddie gli suggerisce di anticiparla lasciandola per primo di fronte a testimoni. Il giorno dopo Cory molla Cindy di fronte a tutta la classe, ma Cindy ci rimane male e, dopo che se n'è andata, la sua migliore amica Madison dice a Cory che lei voleva semplicemente dirgli che quella sera non poteva stare da lui perché sarebbe andata al pigiama party di Madison. Cory, accompagnato da Eddie, si presenta a casa di Madison per tentare di riconquistare Cindy, e lei lo perdona.
- Guest star: Mary Jo Catlett (signora Applebaum), Rheagan Wallace (Jennifer), Jordyn Colemon (Cindy), Rhyon Nicole Brown (Madison), Tiffany Haddish (Charlotte)

## Chi la fa l'aspetti
- Titolo originale: Too Much Pressure
- Diretto da: Richard Correll
- Scritto da: Dava Savel

Raven e Chelsea vogliono partecipare al nuovo video musicale di Pressure, Gotta Get You Back. L'unico modo per entrare allo studio Century Dance dove si effettuano le prove, però, è accompagnare un ragazzo di età compresa tra i 12 e 14 anni a un corso di danza. Raven decide dunque di iscrivere Cory a un corso di ballo yak, e per convincerlo gli fa credere che le ragazze impazziscono per i ragazzi che sanno ballare bene; Cory cerca di abbandonare il corso poiché lo imbarazza, ma a causa del fatto che ha già cambiato molti hobby, il padre glielo proibisce. Raven ha una visione dove compare nel video di Pressure, interpretando la parte del suo interesse amoroso. Pressure non è soddisfatto di come stanno procedendo le prove, e le interrompe fintanto che non gli verrà un'idea innovativa. Cory scopre casualmente da Chelsea che sua sorella lo ha ingannato solo per poter incontrare Pressure, e quando incontra quest'ultimo (il quale ritiene bizzarro l'abbigliamento che deve indossare) glielo racconta, e siccome anche Pressure ha un rapporto complicato con sua sorella maggiore, decide di aiutarlo a modo suo, facendogli cioè scegliere Raven come protagonista del video, e mettendola in situazioni imbarazzanti. Ad ogni modo Cory conclude il corso di danza yak partecipando al saggio, e dopodiché Victor concorda che possa bastare.
- Guest star: Kevontay Jackson (Pressure), Lauri Johnson (Madame Blecch), Yvette Nicole Brown (Monica)

## Il Grill della porta accanto
- Titolo originale: The Grill Next Door
- Diretto da: Sean McNamara
- Scritto da: Michael Feldman

Leonard Stevenson vuole rovinare Victor e apre il proprio locale, l’Hill Grill, proprio vicino a quello del papà di Raven, che ha visione secondo cui il Chill Grill fallirà. Raven, Chelsea e Eddie sentono suonare la band di Cory e pensano che farli esibire al ristorante possa essere un modo per riportare indietro i clienti. Inoltre scoprono che il motivo per cui l’Hill Grill sta avendo successo è a causa di Stanley, che si occupa dell'intrattenimento; lo convincono a suonare al Chill Grill, ma Stanley pone come condizioni che Cory cambi il nome della sua band (in precedenza si era proposto come cantante ma era stato rifiutato) e di avere un appuntamento con Raven. Al ristorante Chelsea e Eddie eseguono un numero di illusionismo, mentre Raven viene costretta da Stanley a duettare con lui, dopo che Stanley l'ha incatenata a se stesso con un paio di manette. Al termine della serata, Leonard ammette a Victor che i clienti sono venuti per Stanley ma che ovviamente sono rimasti per la bontà del cibo, e che lui chiuderà il suo locale per partecipare a un nuovo programma televisivo di cucina.
- Guest star: David Henrie (Larry), Frankie Ryan Manriquez (William), James McCauley (Leonard Stevenson), Bobb'e J. Thompson (Stanley)

## Cory all'estremo
- Titolo originale: Extreme Cory
- Diretto da: Richard Correll
- Scritto da: Theresa Akana e Stacee Comag

Cory è improvvisamente interessato al mondo dello skateboard, e decide di comprare una tavola molto costosa. Il suo obiettivo è di fare colpo sui membri della X Squad: l'unico problema è che non è capace di skaetare. Raven (a cui il padre vieta di andare a un concerto finché non inizierà a dimostrare un po' di sostegno al fratello, anziché prenderlo in giro) aiuta Cory ad acquistare sicurezza. Cory racconta alla sorella che per essere accettato nella X Squad gli è stato chiesto di fare qualcosa di estremo, ma è stato deriso dopo essere caduto; perciò ha finto di essersi fatto male all'anca, per la vergogna non se la sente di rivederli. Quando però Raven ha una visione in cui il fratello precipita disastrosamente dalla tavola, accorre in suo aiuto e viene sfidata a scendere per una scala molto lunga e ripida. Cory interrompe la cosa e dice alla squadra che se andranno in giro a dire che lui ha rinunciato alla sfida, lui farà lo stesso, facendogli perdere la reputazione da "duri"; la X Squad accetta di insegnare a Cory a skaetare se non dirà a nessuno che hanno avuto paura. Accidentalmente Raven finisce giù per la scalinata e cade addosso a Eddie, che con Chelsea (perennemente distratta) stava cercando di registrare un video sensazionale. Raven, infortunata, rimane a casa, mentre Cory e Victor vanno al concerto.
- Guest star: Brittany Lapham (Scabz), Brandon Smith (Razor)

## Shopping consapevole
- Titolo originale: Point of No Return
- Diretto da: Sean McNamara
- Scritto da: Edward C. Evans

Victor dà a Raven cento dollari per comprare una speciale calcolatrice scientifica per il corso scolastico di trigonometria. Raven, invece, acquista una costosa camicetta da indossare alla festa di Crystal quella stessa sera, con l'intenzione di restituirla il giorno seguente, ma la macchia con il rossetto. Né lei né Eddie e Chelsea vanno alla festa perché passano tutta la serata a cercare un modo di sistemarla, dopo che la camicetta prima si restringe dopo un lavaggio, e poi si allargata di troppo nel tirarla per le maniche. Riescono a riportarla alla taglia giusta e il giorno dopo la riportano al negozio, ma a Raven rimane solo una manica per aver cercato di tirarla fuori da un ascensore dopo che era rimasta incastrata tra le ante. I tre inseguono l'ascensore, recuperano la camicetta e Raven tenta di ricucire la manica strappata nell'ufficio di sartoria, ma finisce incastrare la manica della propria giacca alla macchina per cucire. Eddie e Chelsea se ne vanno per riposarsi, e Raven (con indosso capello e occhiali da sole) fa finta di essere una sarta per non farsi scoprire da suo padre, che è venuto a fare shopping con Cory come da tradizione annuale (sebbene il figlio ne sia piuttosto imbarazzato perché crede di essere ormai troppo cresciuto per questo); Victor ritiene che Cory si sia ormai responsabilizzato a sufficienza e gli consente di iniziare a fare shopping da solo. Tuttavia, Raven rivela accidentalmente al capocommesso Frank di aver macchiato e ristretto la camicetta, e anche Victor e Cory lo vengono a sapere perché sono nella fila dietro di lei. Per punizione, Victor obbliga la figlia a lavare i piatti per molti giorni.
- Guest star: Taylor Negron (Frank), Alexis Strader (Lisa)

## Cugini di campagna (prima parte)
- Titolo originale: Country Cousins: Part 1
- Diretto da: Sean McNamara
- Scritto da: Dennis Rinsler

Raven scopre che la sua famiglia non parla da anni con i parenti che vivono in campagna; tuttavia, i suoi genitori ignorano il motivo del perché abbiano interrotto i contatti con loro. Raven (incoraggiata da una visione in cui sua cugina Betty Jane sembra felice di rivederla) decide che è giunto il momento di riappacificare le famiglie, così lei e Chelsea partono per andare in vacanza da loro. Chelsea si ambienta facilmente, mentre Raven ha molta più difficoltà. Quando durante la cena Raven chiede che le passino la salsa gravy, i familiari rimangono sconvolti e le rivelano che l'ultima volta che hanno visto la loro antica salsiera (passata di generazione in generazione, a partire dal trisnonno) è stata dopo che Victor è andato a trovarli: credono dunque che lui l'abbia rubata. Per questo non si parlano più da anni.
Intanto, mentre Victor e Tonya si assentano per cenare al ristorante, Eddie si comporta come un fratello maggiore con Cory. Quest'ultimo, però, lo convince a lasciarlo andare con i suoi amici in una sala giochi. Cory però si attarda, mettendo Eddie in difficoltà alla prospettiva di doversi giustificare con i Baxter.
- Guest star: Kym Whitley (zia Vicky), Giovonnie Samuels (Betty Jane), Raven (Baby G / Delroy / zia Faye)

## Cugini di campagna (seconda parte)
- Titolo originale: Country Cousins: Part 2
- Diretto da: Sean McNamara
- Scritto da: Michael Carrington

Raven è determinata a porre fine a questa sciocca faida familiare, ma di notte lei e Chelsea vengono spaventate dallo spaventapasseri Percy, che sembra essersi animato. Mentre fuggono, Raven ha una visione di Betty Jane mentre ride di loro, capisce che è opera sua e decide di ripagarla. Dopo averle giocato uno scherzo (subìto casualmente anche da zia Vicky), e visto che un chiarimento non sembra possibile, Raven decide di andarsene. Il mattino seguente però ha una visione in cui Delroy la ringrazia per aver riportato indietro la salsiera, così Raven chiede a zie Faye di rimanere almeno fino a pranzo. Parlando con i familiari e osservando una foto di loro due da bambine mentre giocavano a "nascondere il tesoro", Betty Jane e Raven capiscono di aver seppellito la salsiera. Corrono immediatamente nel punto indicato dalla foto e ritrovano la salsiera, e l'armonia è ristabilita.
Intanto Victor e Tonya tornano a casa e Eddie, per coprire Cory che non è ancora tornato, si infila sotto le sue coperte e fa finta di essere lui mentre dorme, poi si precipita nuovamente in cucina. Victor e Tonya vanno nel salotto, e un attimo dopo Cory rientra in casa dall'entrata secondaria. Il giorno dopo Cory chiede a Eddie di coprirlo nuovamente, ma stavolta è contrario perché così sente di tradire la fiducia di Victor e Tonya. Cory prova a scappare da una finestra, ma i suoi genitori lo scoprono. Dopo averlo tirato dentro insieme a Eddie, quest'ultimo ammette che la sera precedente aveva lasciato Cory uscire con gli amici, e che sotto le coperte c'era lui, mentre Cory si scusa con Eddie per aver approfittato di lui.
La famiglia Baxter e i parenti che vivono in campagna sono ormai riappacificati, e questi ultimi contraccambiano la visita venendo a stare dai Baxter per tre settimane, e per festeggiare si portano dietro una grande quantità di salsa gravy.
- Guest star: Kym Whitley (zia Vicky), Giovonnie Samuels (Betty Jane), Raven (Baby G / Delroy / zia Faye)

## Cibo per la mente
- Titolo originale: Food for Thought
- Diretto da: Richard Correll
- Scritto da: Marc Warren

Una nuova società gestisce la mensa della scuola e la rifornisce con cibo proveniente dai fast food, offrendo anche programmi per la colazione e da asporto. Gli studenti ne sono entusiasti, ma poi Raven ha una visione in cui scopre che tutti a scuola diventeranno obesi; Chelsea non approva il cibo spazzatura ed è al settimo cielo sapendo che ora Raven la appoggia. Intanto gli studenti diventano sempre più lenti, più grassi e meno energici, ma non sembrano comunque disposti a rinunciare all'attuale piano di alimentazione; Raven ha un'altra visione in cui scopre che se gli studenti della Bayside approveranno il test al termine delle due settimane di prova, sarà esteso a tutte le restanti scuole. Quando arriva l'ultimo giorno, prima che gli studenti votino, Raven e Chelsea prelevano campioni dal cibo spazzatura per inviarlo al laboratorio di scienze, mostrando cosa c'è effettivamente in esso, vale a dire chili e chili di sale, zucchero e grasso, il che induce a uno stato di dipendenza perché il corpo ne richiede una quantità sempre maggiore. Successivamente, Chelsea usa una bombola di elio per gonfiare la tuta indossata da Raven per dare una dimostrazione di quanto potrebbero ingrassare, mentre Raven dice che si può mangiare cibo spazzatura ma solo una volta ogni tanto, perché se mangiassero tutto il tempo così andrebbero incontro a gravi conseguenze per la salute. Raven dice a Chelsea di spegnere il serbatoio dell'elio, ma lei rompe la manopola e la tuta di Raven si gonfia fuori controllo, facendola fluttuare selvaggiamente nella mensa quando Chelsea, nel tentativo di tirarla giù, stacca per errore il tubo. Comunque, alla fine gli studenti decidono di votare "no" e il piano viene abolito, facendo tornare la scuola a un normale e più salutare piano alimentare.
Nel frattempo Cory, grazie alle sue disponibilità economiche, assume un uomo, Brad, come suo segretario per gestirgli il tempo con i numerosi videogiochi presi in prestito dagli altri ragazzi, e con i compiti di scuola. Brad è però contrario a fare i compiti al posto suo perché dà molto valore all'istruzione; Cory gli dice che non vuole una paternale perché ha già i genitori per questo, ma Victor e Tonya lo sentono e lo rimproverano. Brad si "licenzia" e presenta in un programma televisivo un libro intitolato La mia settimana con la bestia, in cui descrive la sua esperienza con Cory, che definisce un dodicenne tirannico.
- Special guest star: Mindy Sterling (giudice Foodie)
- Guest star: Devika Parikh (Yolanda Jenkins), Jon Wellner (Brad), Christopher T. Wood (Harold)
- Nota: questo è l'ultimo episodio in cui è presente T'Keyah Crystal Keymáh nei panni di Tonya Baxter, non apparendo nemmeno nella quarta e ultima stagione perché aveva firmato un contratto che prevedeva inizialmente tre stagioni, e perché aveva preferito assistere la nonna malata[1]. Keymáh riprende il suo ruolo nella serie sequel A casa di Raven a partire dall'ultimo episodio della quinta stagione[2].

## Mister Perfezione
- Titolo originale: Mr. Perfect
- Diretto da: Richard Correll
- Scritto da: Michael Carrington

Raven si fidanza con Andre, un giovane aitante che incarna il modello del ragazzo perfetto; tuttavia ha una visione in cui lo lascia. Raven inizia a pedinare Andre per scoprire cosa nasconde, ma causa una serie di equivoci in cui lo scambia per un graffitaro, un giocatore d'azzardo e un traditore. Deluso per la mancanza di fiducia da parte di Raven, Andre decide di lasciarla, invertendo la visione. Raven si rende conto di aver esagerato e tenta di riconciliarsi con Andre aiutandolo nella sua attività di volontario al centro diurno per bambini, dove assolda Eddie e Chelsea per inscenare la favola di Cappuccetto rosso, mentre Andre deve accompagnare gli ispettori che dovranno decidere se rinnovare i fondi. Purtroppo tra i bambini del centro c'è anche Stanley, che si ingelosisce quando scopre che Raven si è fidanzata con Andre, scatenando una baraonda che si conclude con il bambino legato alla sedia. Proprio in quel momento entrano gli ispettori e Raven teme di aver combinato un guaio, ma una di loro si complimenta perché sa quanto Stanley possa essere un bambino terribile e annuncia la riconferma del programma. Comunque, Raven sente di non essere all'altezza di Andre e lo vuole lasciare, confermando la sua visione. Andre però le chiede di restare insieme, dicendole che nessuno è perfetto e che vuole che sia semplicemente se stessa.
Intanto, a Cory viene un'idea per potenziare il business di suo padre: creare il Chill Grill su due ruote, servendo pasti caldi e succulenti ai muratori che non possono pranzare nei ristoranti. Victor è entusiasta e scambia l'interessamento del figlio come volontà di intraprendere il suo stesso mestiere, così affitta una camionetta che chiama Baxter e figlio. I ritmi di lavoro molto frenetici mettono in seria difficoltà Cory che, in un momento di sconforto, rivela al padre il malinteso e che non vuole seguire le sue orme. Victor lo capisce e si scusa per essersi fatto prendere la mano, chiedendo a Cory di concludere almeno il primo giorno.
- Guest star: Bobb'e J. Thompson (Stanley), Tyrone Burton (Andre), Joe Rose (Big Lou), Peggy Blow (signorina Kingston)

## Hollywood
- Titolo originale: Goin' Hollywood
- Diretto da: Richard Correll
- Scritto da: Dennis Rinsler e Marc Warren

Cory vince un concorso per comparire nel serial televisivo Better Days. A Hollywood conosce Ally, l'attrice protagonista, una ragazzina che vorrebbe vivere una vita normale. Ally inizia a frequentare la scuola pubblica, andandoci insieme a sua cugina Carly, e il primo giorno viene subito denigrata dall'arrogante e popolare Chrissy e dal suo seguito di amichette; invece fa amicizia con Arvin, accettando la sua proposta di partecipale a un talent show scolastico per raccogliere dei fondi che serviranno ad aggiustare la scuola. Tuttavia, mentre si esibisce alla fine dello show contro Chrissy, Ally si fa male al naso cadendo dal palco subito prima di girare un nuovo episodio di Better Days in cui deve dare il suo primo bacio a un coetaneo per cui ha una cotta, Justin. Durante le riprese, Ally confessa a Dava di essere molto tesa, ma escogita un piano: in questa scena Justin sembra che baci Ally, ma in realtà si tratta di Carly che indossa parrucca e vestito dando di spalle alla telecamera.
Cory, al quale è stata assegnata la parte del ragazzo delle consegne, si fa sopraffare dall'imbarazzo e ha difficoltà a dire la sua unica battuta, riuscendoci dopo diversi tentativi. Alla fine sogna di vincere un Emmy come miglior attore non protagonista in una commedia con una battuta o meno.
- Guest star: Jackée Harry (Dava), Alexander Bass (Arvin Barrington), Allie Grant (Carly), Skyler Samuels (Chrissy Collins), Scout Taylor-Compton (Lauren Parker), Bryant Johnson (Nick West), Dylan Patton (Justin Banks), Lewis Dix (Lewis), Phillip Sean Brown (stage manager), Alyson Stoner (Ally Parker)

## L'ultimo ballo
- Titolo originale: Save the Last Dance
- Diretto da: Sean McNamara
- Scritto da: Marc Warren

Raven ha una visione in cui abbraccia e balla con un ragazzo al ballo di fine anno, ma non riesce a vedere di chi si tratta perché l'accompagnatore è di spalle. Disperata, non riuscendo a trovare questo misterioso ragazzo prima della festa, finisce per accompagnare Eddie e Chelsea, che però hanno già dei partner. Durante il tragitto in limousine, Raven cerca comunque di individuare qualcuno che possa andarle bene, ma finisce per rimanere incastrata nel tettuccio apribile dell'auto, ora ferma presso un'officina. La ragazza rimane incredula quando a sorpresa vede arrivare Devon, tornato solo per una notte a San Francisco per un impegno di lavoro del padre: Devon era andato a casa sua per invitarla ma lei se n'era già andata e lui non sapeva se aveva ricevuto un invito, così era sul punto di ripartire per Seattle, ed è stato quindi un caso fortuito averla trovata. Raven riesce a liberarsi e Devon le promette che troveranno un modo per rincontrarsi, e iniziano a ballare con in sottofondo una canzone del gruppo Blue Rain alla quale sono molto legati. Più tardi a loro si aggiungono anche Chelsea, Danny, Eddie e Chantel, oltre all'autista e alla meccanica.
Nel frattempo, mentre studia genetica con Cindy, Cory diventa ossessionato all'idea di poter avere la schiena pelosa come suo padre e diventare una specie di bigfoot. Victor spiega al figlio che all'inizio si vergognava di questa sua caratteristica, ma poi ha cominciato perlomeno ad accettarla, convincendo Cory a non preoccuparsi più nel caso dovesse capitargli.
- Guest star: Kevin Farley (Felix), Jordyn Colemon (Cindy), Drew Sidora (Chantel), Ben Ziff (Danny Warren), Charles Michael Davis (Trevor), Staci Lynn Fletcher (meccanica)
- Special guest star: Lil' J (Devon Carter)

## Tutto per una torta
- Titolo originale: Cake Fear
- Diretto da: Rondell Sheridan
- Scritto da: Theresa Akana e Stacee Comage

Victor chiama la signorina Patterson, la vecchia baby-sitter di Raven e Cory, per badare a loro mentre lui è fuori città. I due ragazzi pensano di approfittarsene perché la chiamavano la tenerona, perché quando erano piccoli era arrendevole e si prese la colpa di una loro bravata, ossia aver mangiato l'intera torta di compleanno di loro madre. Tuttavia, la donna sembra misteriosamente cambiata, perfino inquietante, ad esempio rifiutando in ogni caso di separarsi dalla sua borsa. Raven e Cory sono molto curiosi di scoprire cosa contiene questa borsa, e per farlo si fanno aiutare da Eddie e Chelsea. Mentre la signorina Patterson si fa una doccia, Raven entra nel bagno, preleva la borsa e al suo interno viene trovata un'agenda contente ritagli di giornale che parlano di una baby-sitter fuggita e in cerca di vendetta su tutti i ragazzi che hanno approfittato di lei. Gettano la borsa in bagno e corrono a nascondersi, ma Chelsea rimane indietro e viene trovata dalla signorina Patterson. Chelsea viene portata dietro le quinte di un nuovo reality show intitolato La vendetta della baby-sitter, come le viene spiegato da Victor, infatti è per questo che si era assentato. Intanto, a casa Baxter si presentano due ufficiali di polizia in cerca della signorina Patterson, che ovviamente viene lasciata andare. Raven e Cory si accorgono che Eddie non c'è più, e di essere rimasti soli con la baby-sitter; anche Eddie viene portato dietro le quinte. Raven ha una visione di suo padre in televisione mentre (apparentemente) piange per aver perso i suoi figli, così lei e Cory iniziano a urlare e a fuggire per tutta la casa. La produzione del reality show spegne le luci e fa partire il suono di un lampo; Raven e Cory fuggono in cucina, dove la signorina Patterson porge loro una torta di compleanno identica a quella da loro mangiata anni prima, facendogliela riassaporare. Raven e Cory si scusano per averla ingiustamente incolpata di aver mangiato la torta, e un attimo dopo scoprono che per tutto quel tempo sono stati oggetto di una candid camera; dopo aver saputo cosa avevano combinato i figli, Victor si mise d'accordo con la produzione e con la signorina Patterson nel portare avanti questo scherzo.
- Guest star: Mary Gross (signorina Patricia Patterson), Joe Sabatino (ufficiale Watson)

## Visioni impossibili
- Titolo originale: Vision Impossible
- Diretto da: Marc Warren
- Scritto da: David Brookwell e Sean McNamara

Chelsea inizia a vendere uno shampoo a base di funghi champignon, e Raven le fa a testimonial con le prime clienti. Raven però ha problemi con le sue visioni perché sono diventate tutte confuse e assurde, così Victor le suggerisce di farsi visitare dal dottor Sleevemore. Dopo alcuni esami (e dopo aver preso in considerazione anche l'ipotesi di rimuovere le visioni per sempre), l'uomo scopre che le visioni distorte di Raven sono state causate in realtà dall'uso dello shampoo ai funghi, ai quali lei è allergica. Chelsea non si era ricordata che Raven è allergica ai funghi, e Raven aveva pensato che "champignon" fosse una parola francese per indicare "shampoo". Raven pensa comunque a farsi rimuovere le visioni dicendo che le hanno causato svariati problemi, ma i suoi familiari e i suoi amici le ricordano che ci sono state anche moltissime occasioni in cui sono state d'aiuto e hanno portato a bei momenti. Raven capisce che senza le visioni non sarebbe più se stessa, e decide di mantenerle.
Eddie, Chelsea e Cory mettono il casco a Raven mentre lei dorme per scoprire cosa sogna, e vedono i momenti più belli e significativi della sua relazione con Devon. Raven si sveglia e li insegue per la casa.
- Guest star: Brian George (dottor Sleevemore), Johari Johnson (agente di polizia)
- Special guest star: Lil' J (Devon Carter)

## Il sogno si avvera
- Titolo originale: The Four Aces
- Diretto da: Debbie Allen
- Scritto da: Michael Feldman

Raven, Eddie e Chelsea fanno volontariato presso una casa di riposo. Raven fa gradualmente amicizia con un'anziana e scorbutica signora, Ronnie, e dal signor Jenkins scopre che questa era una famosa cantante jazz che si esibiva in tutto il mondo ma che ha smesso di cantare e socializzare da quando le è morto il marito. Raven scopre che Ronnie non ha mai potuto esibirsi nel locale di suo padre, i Quattro Assi, ovvero l'attuale Chill Grill, perché lo hanno dovuto vendere quando lei era ancora una bambina, e organizza quindi un'enorme festa a tema con numerose esibizioni. Alla fine anche Ronnie si esibisce cantando It Don't Mean a Thing e realizza il suo desiderio d'infanzia, ringraziando Raven per averlo reso possibile.
Nel frattempo, Cory pensa a cosa regalare a Cindy per i loro primi tre mesi di relazione, così chiede aiuto a Stanley, provvisto di una valigia con numerosi oggetti per ogni occasione. Cory sceglie due anelli, ma non riesce a sfilare il proprio dal dito, perciò Stanley gli vende una crema per toglierlo "scucendogli" altri soldi. Alla festa organizzata al Chill Grill, Cindy dice a Cory che Stanley le ha raccontato di quanto ci tenesse lui a farle un regalo, ma che non deve preoccuparsi troppo di questo.
- Special guest star: Della Reese (Ronnie Wilcox)
- Guest star: Bobb'e J. Thompson (Stanley), Lee Weaver (Lee Jenkins), Linda Porter (Gertrude "Gertie" Grossman), Jordyn Colemon (Cindy), Rhyon Nicole Brown (Madison)